# Nova (dystrybucja Linuksa)
Nova – dystrybucja systemu operacyjnego Linux pochodzenia kubańskiego.

## Historia
Pierwsza wersja systemu miała numer 1.1.2 i została wydana późnego lutego 2009 roku. System Nova został stworzony przez Uniwersytet Nauk Informatycznych w Hawanie na zlecenie kubańskiego rządu w celu wyparcia systemu Windows który ówcześnie był najczęściej instalowanym systemem operacyjnym na Kubie. Utworzenie systemu było argumentowane tym, że wg kubańskiego rządu służby amerykańskie mają wgląd na kod źródłowy systemu Windows.
Aktualna wersja systemu ma numer 9.0 i została wydana 2 października 2023 roku. Do wersji 2.1 Nova była oparta na innej dystrybucji, Gentoo. Później bazowała na Ubuntu.

## Wersje
- 1.2.2 – Wydana 20 lutego 2009
- 2.0 – Wydana 2 grudnia 2009
- 2.1 – Wydana 4 czerwca 2010
- 4.0 – Wydana 7 maja 2014
- 5.0 – Wydana 22 września 2015
- 5.1 – Wydana 22 września 2017
- 6.0 – Wydana 20 marca 2018
- 8.0 – Wydana 1 marca 2022
- 9.0 – Wydana 2 października 2023[4]

## Edycje
Nova posiada 3 edycje:
- Escritorio (pol. Pulpit) – Podstawowa wersja systemu ze środowiskiem GNOME.
- Ligero (pol. Lekki) – Lekka wersja systemu z autorskim środowiskiem „Guano”.
- Servidor (pol. Serwer) – Edycja dla serwerów[4].